# Cephalotes complanatus
Cephalotes complanatus é uma espécie de inseto do gênero Cephalotes, pertencente à família Formicidae.